# Reinaldo Lenis
Reinaldo Eduardo Lenis Montes (Cali, 20 luglio 1992) è un calciatore colombiano, centrocampista svincolato.

## Caratteristiche tecniche
È un esterno sinistro.

## Carriera
Cresciuto nelle giovanili dell'Argentinos Juniors, debutta in prima squadra il 28 aprile 2013 subentrando al 58' a Daniel Villalba e siglando pochi minuti dopo la rete del momentaneo 1-1 nel match perso per 3-1 contro l'Independiente.